# Приморський військовий округ
Примо́рський військо́вий о́круг — один з військових округів у складі Збройних сил СРСР на території Приморського краю РРФСР у 1945—1953 роках.

## Історія військового округу
Управління округу знаходилося в місті Ворошиловськ (Уссурійськ).
Приморський військовий округ був утворений 10 вересня 1945 року на частини території Приморського краю (територія колишньої Уссурійської області, без районів на північ від річки Самарга). У його підпорядкуванні знаходилися також війська, що знаходилися на території Північної Кореї і на Квантунськом півострові.
1 червня 1953 року округ був розформований, а його територія відійшла до Далекосхідного військового округа.

## Командувачі військами округу
- Маршал Радянського Союзу К. П. Мерецков (вересень 1945–1947),
- генерал-полковник С. С. Бирюзов (1947 — 1 червня 1953).